# La Violencia
La Violencia är namnet på en epok i Colombias historia. År 1948 blev Jorge Eliécer Gaitán mördad på öppen gata i Bogotá, något som ledde till nationella upplopp. Folkupproret (känt som "el bogotazo") var början på "la violencia", ett inbördeskrig mellan maktgrupper internt i landet, där konservativa och liberala till stor del försökte utrota varandra. Bondebefolkningen tog i detta krig till största delen parti för de liberala i kampen mot sina traditionella fiender, de konservativa landägarna. Från denna period stammar grundlagen för gerillan som är den äldsta i Latinamerika. 
År 1953 grep militären makten för första och enda gången i Colombias historia. General Gustavo Rojas Pinilla klarade mer eller mindre att få kontroll på inbördeskriget med våldsam militär makt. Men 1957 blev hans roll överflödig. De konservativa och liberala ingick ett avtal som gick ut på att de under en period på 16 år, från 1958, skulle turas om att inneha presidentämbetet, och ställningarna i statsapparaten skulle fördelas lika mellan dem. Armén fick som självstående maktfaktor försvarsdepartementet, och andra partier blev uteslutna från det avtalade maktmonopolet som gick under namnet Nationell Front. 